# Topolná
Topolná je obec v okrese Uherské Hradiště ve Zlínském kraji. Leží deset kilometrů severovýchodně od Uherského Hradiště a pět kilometrů jihojihovýchodně od Napajedel. Žije zde přibližně 1 600 obyvatel.

## Historie
První písemná zmínka o obci pochází z roku 1318 (Codex diplomaticus moraviae 6), kdy český král Jan Lucemburský povolil výměnu několika obcí na Jihlavsku za Topolnou, Spytihněv a Skalku, a to mezi biskupstvím olomouckým a Janem z Hradce (Jindřichova).
Po dobu téměř tří století biskupství dávalo ves do zástavy řadě šlechtických rodů, ji roku 1582 ji po vleklých sporech prodali Zdeňkovi z Vartenberka, majiteli panství napajedelského. Dalším napajedelským pánům, z nichž nejvýznamnější je rod Rotalů, patřila až do roku 1848, jim patřil i velký dvůr na katastru obce. V letech 1923 a 1926 byly pozemky dvora částečně rozparcelovány mezi občany Topolné a zbytek o rozloze 117 hektarů prodán Františku Nesvadbovi, který na tomto zbytkovém statku hospodařil do roku 1947. V současné době hospodaří na pozemcích katastru společnost TOPAGRA.
V roce 1951 byl na katastru obce postaven radiovysílač, jehož dva stožáry byly druhou nejvyšší stavbou na Moravě. 28. července 2022 byly oba stožáry odstřeleny.

## Obyvatelstvo
| Rok            | 1869  | 1880  | 1890  | 1900  | 1910  | 1921  | 1930  | 1950  | 1961  | 1970  | 1980  | 1991  | 2001  | 2011  | 2021  |
| -------------- | ----- | ----- | ----- | ----- | ----- | ----- | ----- | ----- | ----- | ----- | ----- | ----- | ----- | ----- | ----- |
| Počet obyvatel | 1 130 | 1 250 | 1 287 | 1 396 | 1 554 | 1 556 | 1 496 | 1 643 | 1 733 | 1 654 | 1 590 | 1 501 | 1 541 | 1 562 | 1 530 |
| Počet domů     | 210   | 223   | 232   | 232   | 245   | 261   | 333   | 375   | 402   | 413   | 417   | 469   | 471   | 503   | 518   |

## Obecní správa

### Obecní symboly
Znak a vlajka byly obci uděleny rozhodnutím předsedy Poslanecké sněmovny Parlamentu České republiky dne 26. května 2000.

## Pamětihodnosti

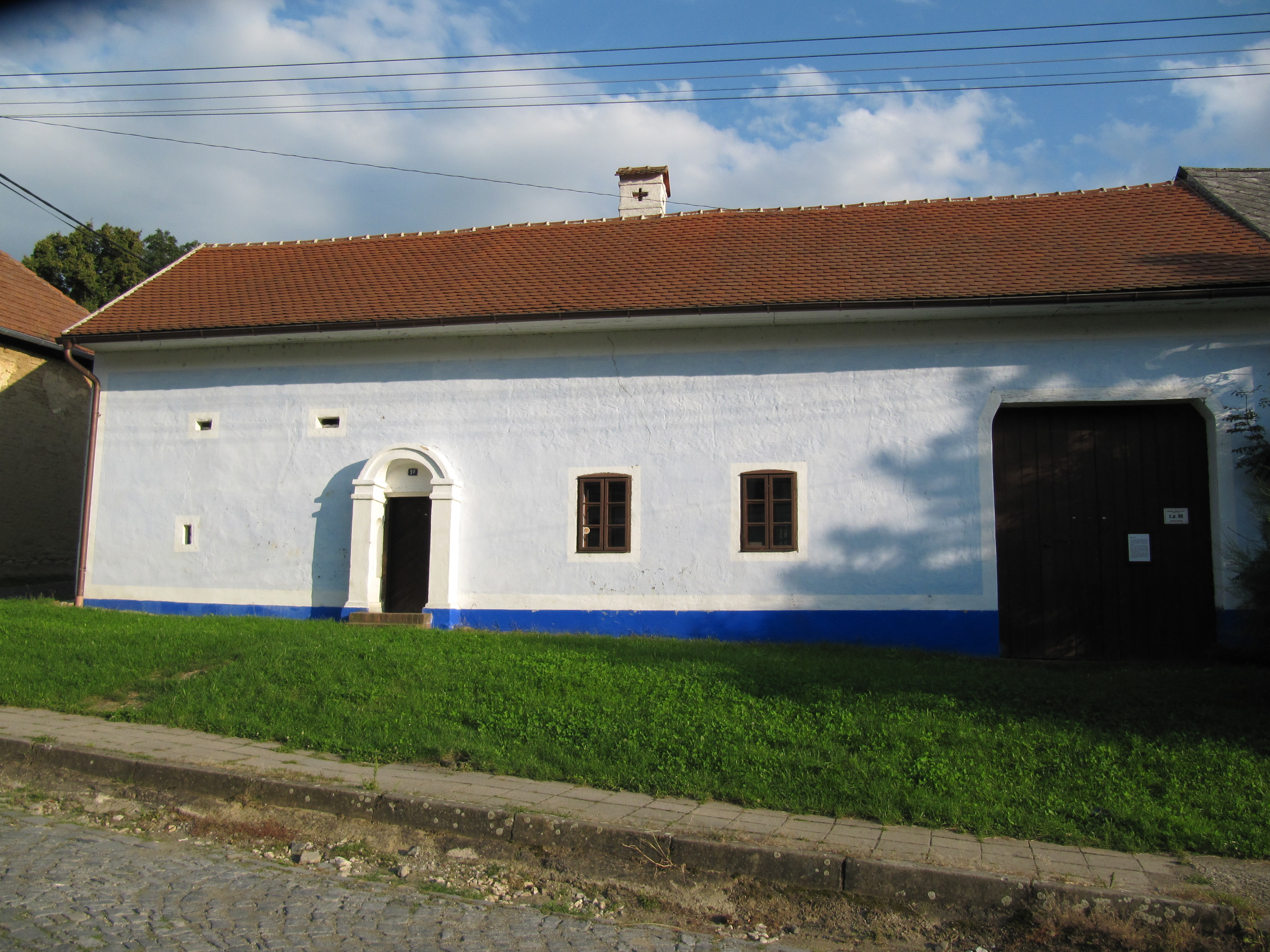
Topolná čp. 90

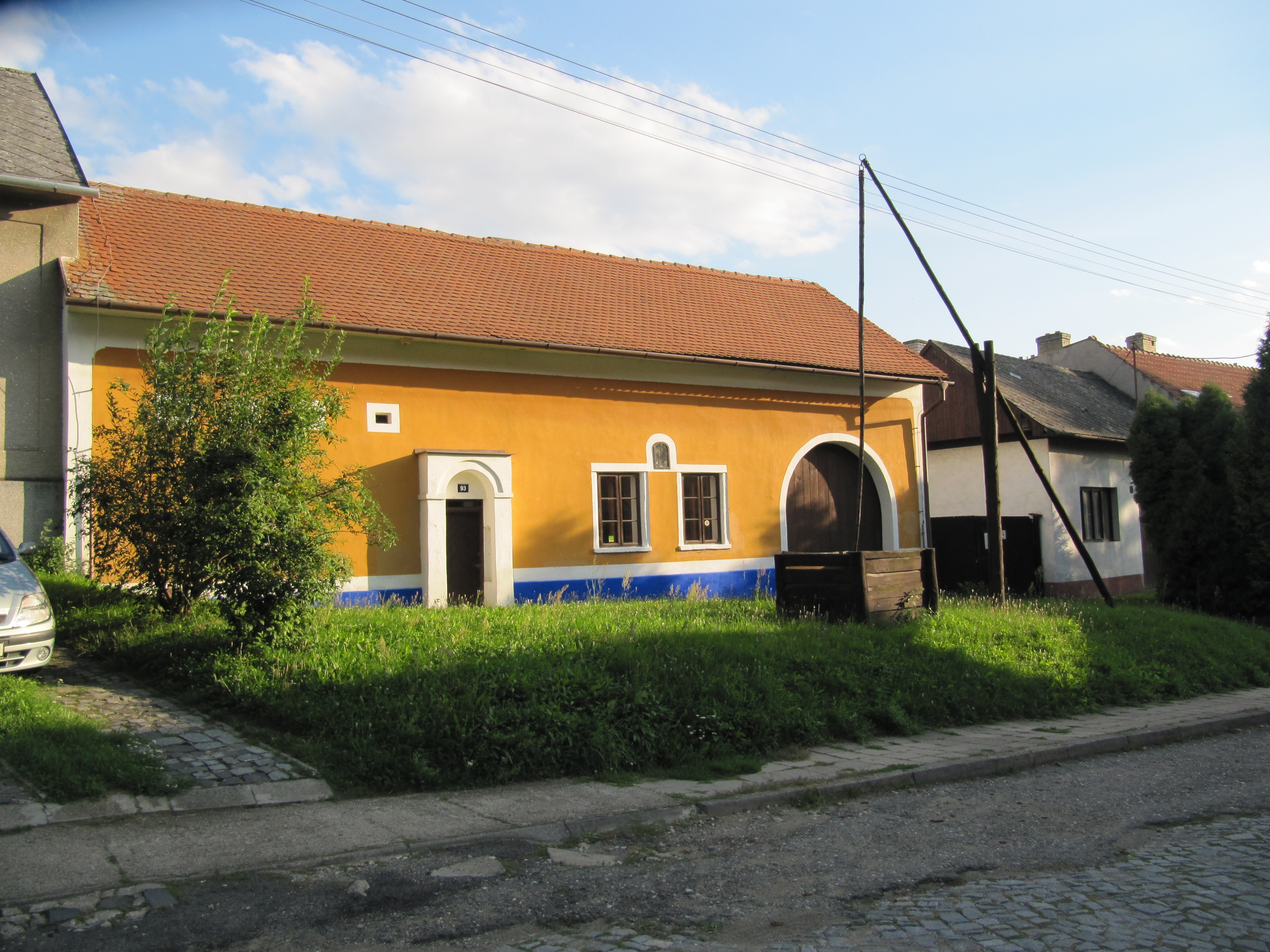
Topolná čp. 93

- Zemědělská usedlost – č. p. 90 a 93 - typická ukázka selských usedlostí z počátku 19. století, s expozicí lidového bydlení a několika drobnými hospodářskými stavbami (sušárna ovoce, udírna, kovárna) a dalšími prostorami, sloužícími jako depozitáře Slováckého muzea v Uherském Hradišti, kterému budovy patří.
- Boží muka na kraji obce
- nově restaurovaná polychromovaná barokní plastika svaté Anny s malou Pannou Marií v náručí, která je v místním kostele
- kostel Neposkvrněného početí Panny Marie z roku 1940

## Současnost
Katastr obce má rozlohu 1100 hektarů. Obec má pětitřídní základní školu, poštu, zdravotní středisko a také nově zrekonstruovanou restauraci. Většina obyvatel dojíždí do zaměstnání do Napajedel, Otrokovic, Uherského Hradiště a Zlína. V roce 2006 zde bylo 473 domů, roku 2015 bylo postaveno přibližně 544 domů.[zdroj?]
Ve vesnici působí dechová hudba Topolanka, která v roce 2019 oslaví stodvacáté výročí nepřetržité činnosti, a národopisný soubor Včelaran s cimbálovou muzikou. Ze zvyků a obyčejů se drží především slovácké hody s právem, a to poslední zářijovou sobotu a neděli.